# Mr. Green Genes
Mr. Green Genes is een Amerikaanse kat die begin 2008 werd geboren in het Audubon Nature Institute in New Orleans.
Doordat voor de geboorte genetisch materiaal van een kwal aan zijn cellen is toegevoegd geeft de huid van deze kat een groen fluorescerend licht af wanneer deze in de buurt van een ultraviolette lamp wordt gehouden.
De reden voor dit experiment is om te zien of een gen, dat in een eicel is ingebracht, zich ook daadwerkelijk door het lichaam verspreidt. Dit wordt aangetoond doordat de aangepaste cellen een fluorescerend licht afgeven.
Dit opent de mogelijkheid om ook nuttige genen bij dieren (en later mogelijk ook mensen) in te brengen en zo erfelijke aandoeningen tegen te gaan.
De naam van de kat is mogelijk afgeleid van Mr. Green Jeans, een personage uit de Amerikaanse kinderserie Captain Kangaroo, ofwel het nummer Mr. Green Genes van Frank Zappa.